# Филомел (военачальник)
Филомел (др.-греч. Φιλομηλας, погиб или покончил жизнь самоубийством в 355/354 году до н. э.) — древнегреческий политический и военный деятель.
В 356 году до н. э. на фоне возмущения фокидян решениями Дельфийского союза Филомел был избран стратегом-автократором и, по сути, возглавил Фокидский союз. На этом посту он захватил священный центр Древней Греции Дельфы, что стало началом Третьей Священной войны. На фоне действий Филомела сформировались два союза: беотийцы, локры и фессалийцы объявили захват Дельф святотатством и вступили в войну с Фокидой, в то время как Спарта, Афины, Коринф, Аргос, Сикион и некоторые другие города в Пелопоннесе приняли сторону Филомела. После первоначальных успехов, войско Филомела было разбито под Неоном фиванским военачальником Памменом. Сам Филомел погиб или покончил жизнь самоубийством. На должности стратега-автократора Фокидского союза его сменил Ономарх.
В античных источниках и историографии присутствуют различные оценки личности Филомела. Античные авторы преимущественно отмечали вопиющее святотатство Филомела — конфискацию храмовых сокровищ Дельф для содержания войска. Современные историки отдают должное энергии, честолюбию и смелости Филомела, а также связывают с его именем возникновение в Фокиде авторитарного режима правления. Согласно современным представлениям, Филомел сочетал в себе черты тирана и «национального вождя».

## Биография

### Происхождение. Начало Третьей Священной войны
Филомел родился в фокидском городе Ледоне в семье местного аристократа Феотима. О ранних годах жизни Филомела практически ничего неизвестно. На момент начала Третьей Священной войны Филомел входил в число наиболее влиятельных и богатых фокейцев.
В 356 году до н. э. беотийцы и фессалийцы через Совет амфиктионов Дельфийского святилища обвинили ряд влиятельных фокидян в святотатстве — в возделывании земли, посвящённой богу Аполлону. Осуждённых фокидян приговорили к огромному штрафу и конфискации имущества в случае неуплаты. Хотя решение амфиктионов касалось не всей Фокиды, а только некоторых фокидян, оно вызвало резкое возмущение в Фокиде. На союзном собрании Филомел выступил с резкой критикой амфиктионов. Он не отрицал факта посягательства на храмовое имущество, но указал на несоразмерность наказания поступку, напомнил о древних правах и привилегиях фокидян в Дельфийской амфиктионии, а также призвал их вновь установить свой контроль над святилищем. Филомел был избран стратегом-автократором, что предполагало неограниченные полномочия в управлении полисами Фокидского союза. Помощником и соправителем ему был назначен Ономарх.

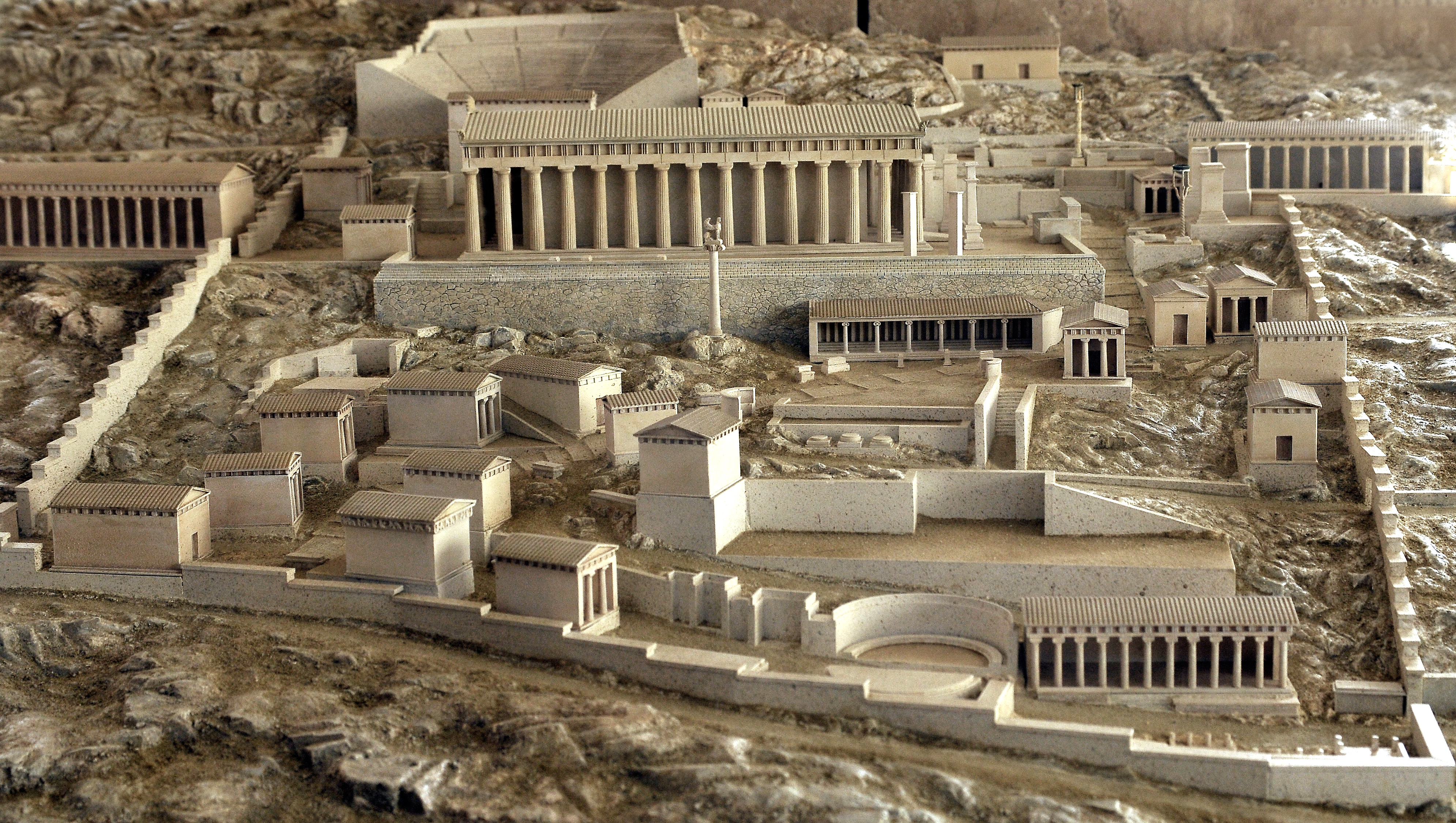
Античные Дельфы. Современная реконструкция

В должности стратега Филомел начал самую решительную подготовку к неминуемой войне. Прибыв в Спарту, он склонил на свою сторону царя Архидама III и получил от него 15 талантов. Согласно Павсанию, фокейцы знали о влиянии на Архидама III его супруги Дейники и предварительно обеспечили её поддержку союза между Спартой и Фокидой богатыми подарками. Возможно, союз между фокидянами и спартанцами был заключён при преемнике Филомела Ономархе. Из личных средств Филомел также пожертвовал 15 талантов. На эти деньги он навербовал наёмников. Войско Филомела также пополнила тысяча воинов из Фокиды. После этого он без труда захватил Дельфы в промежутке между апрелем и августом 356 года до н. э., после чего разбил в сражении у Федриадских скал озольских локров, которые выступили на помощь Дельфам.
Заняв Дельфы, Филомел включил их в состав Фокидского союза. Сторонники фокидян — Астикрат с товарищами — получили право вернуться на родину, а их противники — были подвергнуты репрессиям и конфискации имущества. Согласно античным источникам, больше всех постарадал враждебный фокейцам род Фракидов. Также на богатых граждан были наложены дополнительные налоги. Вырученные средства пошли на содержание наёмников. Вначале, Филомел старался не трогать храмовых сокровищ. Официально он заверял окружающих о восстановлении старинных прав фокидян руководить дельфийским оракулом, а также о необходимости уничтожения преступных и несправедливых решений Амфиктионии.

### Формирование союзов. Последняя кампания Филомела
На фоне захвата Филомелом Дельф в Греции началось формирование двух союзов. Главным врагом Филомела был Беотийский союз со столицей в Фивах. Собрание амфиктионов, где кроме беотийцев присутствовали лишь локры и фессалийцы, осудило фокидян. Беотийцы даже отправили своё войско в земли локров, чтобы защитить их от Филомела. Филомел, в свою очередь, начал энергичную военную и дипломатическую подготовку к предстоящей войне. Вначале он заставил пифию дать предсказание о последующих событиях. Двусмысленный оракул — «Он может поступать, как ему угодно» — Филомел использовал для внушения фокидянам уверенности в своей правоте и успехе в предстоящей войне. Одновременно, в главные полисы Греции были отправлены послы из числа личных друзей Филомела, чтобы заручиться поддержкой как можно большего количества греческих полисов. Они обосновывали права фокидян на Дельфы, в том числе ссылками на гомеровский эпос, а также гарантировали неприкосновенность дельфийских сокровищ. В целом их действия были успешными, что в первую очередь было обусловлено желанием многих полисов Центральной Греции и Пелопоннеса ослабить Беотийский союз. Сторону Фокиды приняли Спарта, Афины, Коринф, Аргос, Сикион и некоторые другие города в Пелопоннесе.
Вначале внешнеполитическая обстановка складывалась для Филомела благоприятно. Фессалийский союз был занят войной с мятежными Ферами и не мог начинать ещё одну войну с Фокидой. Также, Беотию и Фессалию от активных военных действий удерживал успех фокидских дипломатов. Филомел использовал это время для подготовки к войне. Он построил вокруг Дельф стену, а также продолжил набор наёмников, увеличив им жалованье в полтора раза. Так как средств от налогов и конфискаций для этих целей не хватало, Филомел начал брать деньги из дельфийских сокровищ. Согласно предположению Й. Уортингтона, захват священного центра Древней Греции Дельф многими греками воспринималось как вопиющее святотатство. Согласно легенде, на упрёк, что Филомел обещал защищать дельфийские сокровищницы, военачальник ответил, что это относилось к зданиям, а не к их содержимому. Возможно, ограбление Дельф было оформлено в виде займа, однако именно это «святотатство» (ограбление Дельфийского оракула) стало официальным поводом объявления войны со стороны локров, беотийцев, фессалийцев и связанных с ними общин Средней Греции. Впоследствии возникло много легенд о незавидной судьбе лиц, которые воспользовались артефактами дельфийской сокровищницы. Так, согласно Афинею со ссылкой на Феопомпа, Филомел подарил золотой венок Аполлона фессалийской танцовщице Фарсалии, которую впоследствии, по воле божества, растерзали обезумевшие рыночные прорицатели в Метапонте. Обогащение Фокиды за счёт храмовых денег привело к появлению в этой области рабства. Афиней приводит фрагмент из трудов Тимея о том, что жена Филомела стала первой женщиной в Фокиде, которая стала использовать рабынь-прислужниц, так как ранее такое было запрещено законом.

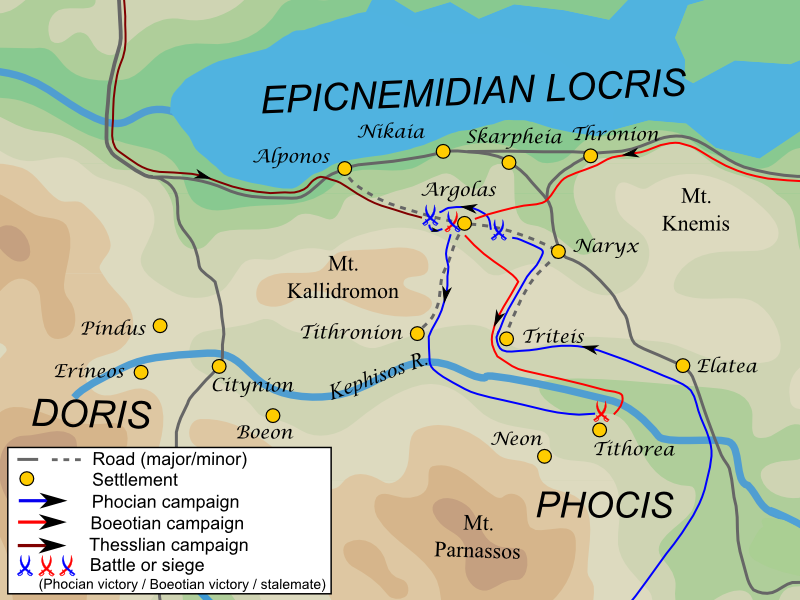
Схема последней кампании Филомела 355/354 года до н. э.

Ситуация изменилась в 355 году до н. э. Афины проиграли Союзническую войну, к власти в городе пришла «партия Евбула», которая отстаивала «мир любой ценой» и не была готова начинать новую войну в Центральной Греции. Фессалийский союз заключил перемирие с Ферами, что позволило освободить необходимые для войны с Фокидой силы. Осенью 355 года до н. э. на собрании амфиктионов Фокиде была объявлена война. Кампания началась с вторжения войска Филомела, которое на тот момент достигало 10 тысяч воинов, в Локриду. Вначале фокидянам сопутствовал успех. Филомел смог разбить локров и передовой отряд беотийцев, а также шеститысячное войско фессалийцев. Однако, после того как им на помощь прибыли главные силы беотийцев, объединённое войско противников Филомела достигло 13 тысяч воинов и фокидяне были вынуждены отступить на юг за реку Кефис. Следующие несколько месяцев войска сторон совершали манёвры. Целью союзников было найти безопасный путь для вторжения в Фокиду, Филомела — не допустить врага в свои земли. Развязка наступила, когда вследствие неудачного манёвра, Филомел был вынужден принять бой в невыгодных для себя условиях около Неона. Фокидяне и пришедшие к ним на помощь пелопоннесские ахейцы были разбиты войском под командованием фиванца Паммена, а Филомел, согласно Диодору Сицилийскому, покончил жизнь самоубийством, бросившись со скалы. В изложении Юстина и Павла Орозия, он погиб во время сражения. Потери фиванцев и фессалийцев, предположительно, были также значительны, так как Паммен не развил успех, отказался от преследования отступающего противника и вернулся в Беотию. Смерть Филомела могут датировать как 355, так и 354 годами до н. э. Власть в Фокиде наследовал сподвижник и, по одной из версий, близкий родственник, возможно даже брат, Филомела Ономарх.

## Оценки
Диодор Сицилийский назвал Филомела человеком «необычной дерзости и беззакония». Э. Д. Фролов считал Филомела вождём «национальной» антифиванской партии. Он возглавил Фокиду в тот момент, когда фокидяне стояли перед важным выбором — бросить вызов Амфиктионии, либо утратить независимость. Историк отмечал особые энергию, честолюбие и смелость Филомела, с именем которого связано возникновение в Фокиде авторитарного режима правления.
Отдельная дискуссия в историографии касается общей характеристики режима в Фокиде, создание которого связано с именем Филомела. Он одновременно сочетал в себе республиканские (функционирование Народного собрания) и тиранические (опора на наёмников) черты. Античные авторы Эсхин Полиэн и Плутарх называли Филомела тираном. Этого же мнения придерживались историки Г. Пласс и Г. Парк, по мнению которых действия Филомела были продиктованы преимущественно личными мотивами. Г. Берве, напротив, считал Филомела «национальным вождём» в один из наиболее ответственных периодов истории. Историк подчёркивал, что конфискация храмовой собственности, которая греками была воспринята как вопиющее беззаконие, была необходима для содержания войска Фокидского союза. Э. Д. Фролов считал оба крайние мнения некорректными. По его мнению, созданный Филомелом режим личной власти можно квалифицировать как «национальную» тиранию. В нём сочетались как «личные», так и «национальные» моменты.

### Исследования
- Белох К. Ю. Греческая история: в 2 т. / пер. с нем. М. О. Гершензона; под ред. и со вступ. ст. Ю. И. Семёнова.. — М.: Государственная публичная историческая библиотека России, 2009. — Т. 2: Кончая Аристотелем и завоеванием Азии. — ISBN 978-5-85209-215-1.
- Берве Г. Тираны Греции. — Ростов-на-Дону: Феникс, 1997. — (Исторические силуэты). — ISBN 5-222-00368-X.
- Блаватская Т. В., Голубцова Е. С., Павловская А. И. Рабство в эллинистических государствах в III—I вв. до нашей эры. — М.: Наука, 1969. — (Исследования по истории рабства в античном мире).
- Кембриджская история древнего мира / под редакцией Д.-М. Льюиса, Дж. Бордмэна, С. Хорнблоуэра, М. Оствальда. Перевод, научное редактирование, примечания А. В. Зайкова. — М.: Ладомир, 2017. — Т. VI. Четвёртый век до нашей эры. Второй полутом. — 720 с. — ISBN 978-5-86218-542-3.
- Кутергин В. Ф. Беотийский союз в 379 — 335 гг. до н. э.: Исторический очерк. — Саранск: Издательство Мордовского университета, 1991. — 184 с. — ISBN 5-7103-0004-7.
- Парк Г. В. Греческие наёмники. «Псы войны» древней Эллады / Перевод книги Л. А. Игоревский. — М.: Центрполиграф, 2013. — 288 с. — ISBN 978-5-9524-5093-6.
- Уортингтон Й[нем.]. Филипп II Македонский. — СПб. — М.: Евразия — ИД Клио, 2014. — 400 с. — ISBN 978-5-91852-053-6.
- Фролов Э. Д. Греция в эпоху поздней классики (Общество. Личность. Власть). — СПб.: Издательский Центр «Гуманитарная Академия», 2001. — 602 с. — (Studia classica). — ISBN 5-93762-013-5.
- Fiehn K[нем.]. Philomelos 3 // Paulys Realencyclopädie der classischen Altertumswissenschaft :  [нем.] / Georg Wissowa. — Stuttgart : J. B. Metzler’sche Verlagsbuchhandlung, 1938. — Bd. XIX, 2. — Kol. 2524—2526.